# Gare de Saint-Victor - Thizy
Ne doit pas être confondu avec Gare de Saint-Victor ou Gare de La Chaussée-Saint-Victor.
La gare de Saint-Victor - Thizy est une gare ferroviaire française désaffectée de la ligne du Coteau à Saint-Germain-au-Mont-d'Or située sur le territoire de la commune de Saint-Victor-sur-Rhins, à proximité de Thizy-les-Bourgs, dans le département de la Loire et la région Auvergne-Rhône-Alpes. 
C'est une halte voyageurs de la Société nationale des chemins de fer français (SNCF) du réseau TER Auvergne-Rhône-Alpes, desservie par des trains express régionaux.

## Situation ferroviaire
Établie à 364 mètres d'altitude, la gare de Saint-Victor - Thizy est située au point kilométrique (PK) 443,257 de la ligne du Coteau à Saint-Germain-au-Mont-d'Or entre les gares de Régny et d'Amplepuis.

## Histoire

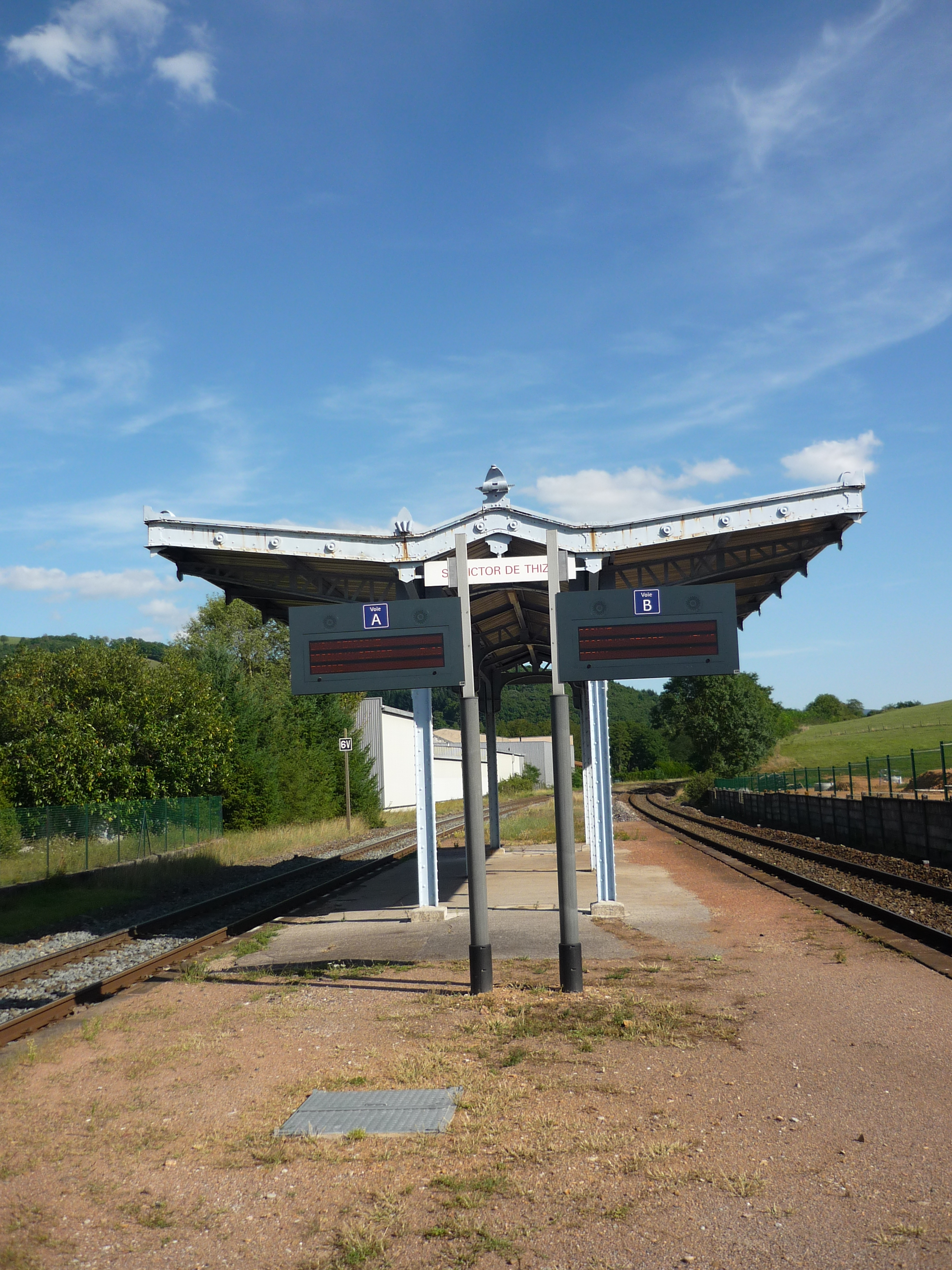
Abri du quai central.

De 1882 à 1969, la gare est l'origine de la ligne privée à voie normale de 13 km, de la Compagnie du chemin de fer de Saint-Victor à Cours (SVC) sur laquelle le trafic voyageurs disparaît en 1961,. Les rames à voie métrique de la Société du Chemin de fer de Saint-Victor-sur-Rhins à Thizy (SVT) partait aussi de cette gare, et desservaient la commune de Thizy, distante de 7 km entre 1881 et 1934.

## Service Voyageurs
La fréquentation de la gare en 2017 a été de 21 616 Voyageurs, en légère augmentation par rapport aux 21 460 comptabilisés en 2016.

### Accueil
Halte SNCF, c'est un point d'arrêt non géré (PANG) à accès libre

### Dessertes
Saint-Victor - Thizy est une halte voyageurs SNCF du réseau TER Auvergne-Rhône-Alpes, desservie par des trains express régionaux de la relation : Roanne - Lyon-Perrache.

### Intermodalité
Un parc pour les vélos et un parking pour les véhicules y sont aménagés.